# 德威特 (紐約州普查規定居民點)
德威特（英語：De Witt）是位於美國紐約州奧農達加縣的普查規定居民點。

## 人口
根據2020年美國人口普查的數據，德威特的面積為16.85平方千米，當中陸地面積為16.80平方千米，而水域面積為0.05平方千米。當地共有人口11247人，而人口密度為每平方千米667.48人。